# Poszukiwany, poszukiwana
Poszukiwany, poszukiwana – polski barwny film komediowy z 1972 w reżyserii Stanisława Barei według scenariusza napisanego wraz z Jackiem Fedorowiczem, z Wojciechem Pokorą w roli głównej.

## Fabuła
Pracownik muzeum, historyk sztuki Stanisław Maria Rochowicz (Wojciech Pokora), zostaje niesłusznie oskarżony o kradzież obrazu autorstwa Bogdana Adamca (Adam Mularczyk). Domniemanemu złodziejowi grozi 5 lat więzienia. Przerażony tą perspektywą postanawia ukrywać się w przebraniu kobiecym, aż namaluje kopię zrabowanego płótna i niepostrzeżenie ją podrzuci. Podejmuje pracę jako gosposia domowa „Marysia”, nie ma jednak szczęścia do chlebodawców. Pomimo początkowych trudności w nowym zawodzie „Marysia” zaczyna odkrywać uroki swojej pracy. Okazuje się również, że zarabia więcej niż jako magister historii sztuki. Film jest satyrą na zjawiska społeczne w Polsce okresu przełomu lat 60 i 70 XX wieku.

## Obsada
- Wojciech Pokora – Stanisław Maria Rochowicz
- Jolanta Bohdal – Kasia, żona Rochowicza
- Wiesław Gołas – Karpiel, pierwszy „pan” Marysi
- Maria Chwalibóg – Karpielowa, żona Karpiela
- Witold Kałuski – Górecki, drugi „pan” Marysi
- Krystyna Borowicz – Górecka, żona Góreckiego
- Filip Łobodziński – Antoś, niesforny syn Góreckich
- Mieczysław Czechowicz – trzeci pan Marysi, „profesor od cukru”
- Jerzy Dobrowolski – „wieczny” dyrektor, czwarty pan Marysi
- Barbara Rylska – żona „wiecznego” dyrektora
- Adam Mularczyk – Bogdan Adamiec, malarz
- Jan Kobuszewski – hydraulik
- Tadeusz Pluciński – trener miotaczek
- Jolanta Wołłejko – niania, zafascynowana Marysią
- Zofia Czerwińska – była gosposia Karpielów, dzika lokatorka
- Wojciech Siemion – prokurator oskarżający o kradzież obrazu
- Bohdan Łazuka – inżynier Rawicz
- Zbigniew Skowroński – właściciel psa Alexa
- Maria Kaniewska – klientka przed Marysią, kupująca dużo cukru
- Wojciech Rajewski – strażnik w galerii, dzwoniący do Adamca
- Zdzisław Szymański – robotnik[3] pokazujący drogę na Powiśle
- Jerzy Januszewicz – mężczyzna w tramwaju[4]
- Juliusz Kalinowski – urbanista
- Jerzy Moes – mężczyzna na przyjęciu u Góreckich
- Jan Kociniak – podwładny dyrektora
- Stanisław Tym – urzędnik pieczętujący obraz Adamca[5]
- Stanisław Bareja – mężczyzna goniący samochód
- Andrzej Krasicki – dyrektor muzeum
- Michał Żołnierkiewicz – mężczyzna w tramwaju[6][1][2]

## Przygotowania do filmu i realizacja

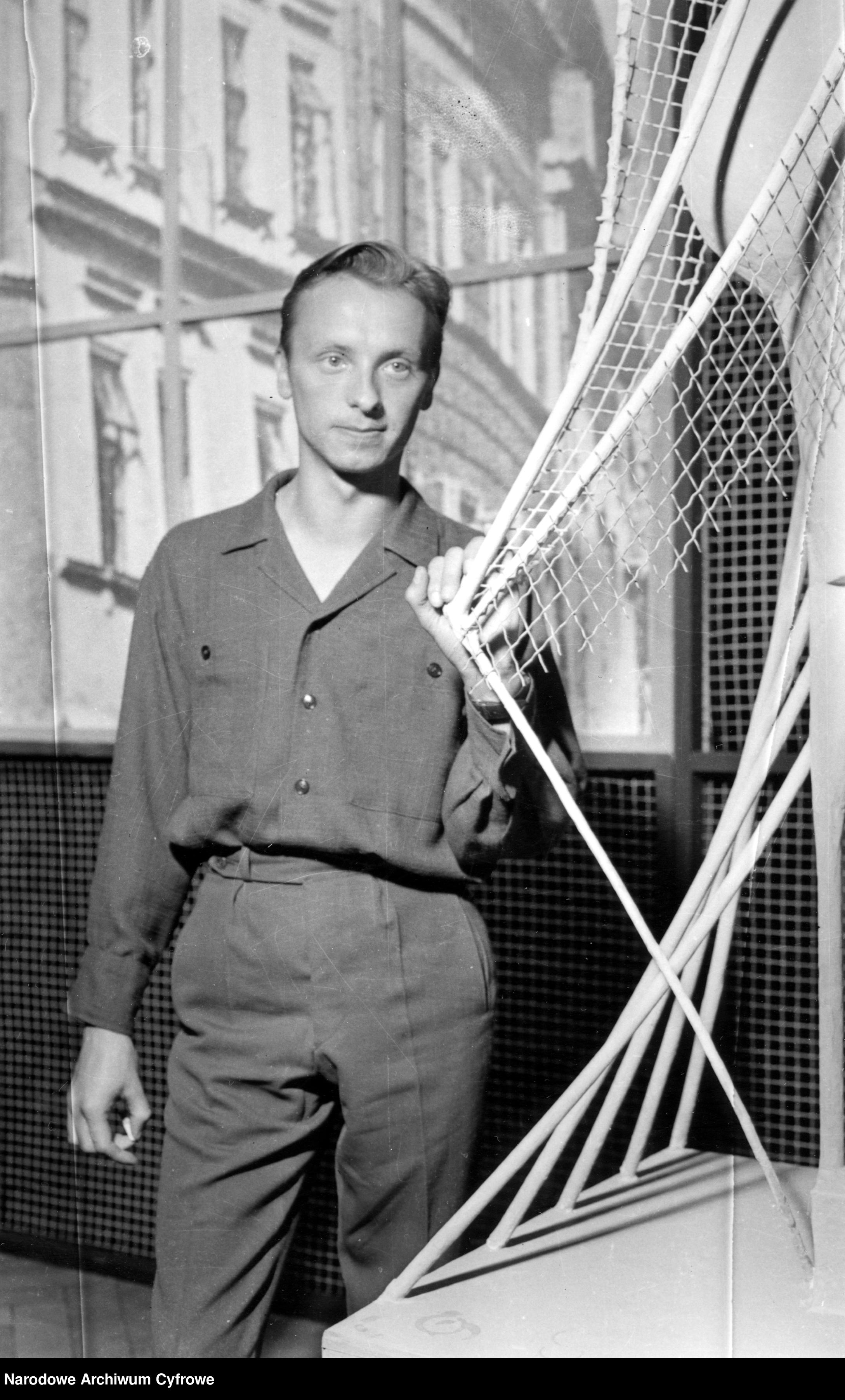
Wojciech Pokora, odtwórca głównej roli

Pomysł na scenariusz, który Bareja napisał razem z Jackiem Fedorowiczem, przedstawiła reżyserowi jego żona, Hanna Kotkowska-Bareja. Jako historyk sztuki pracująca w Muzeum Narodowym poznała historię rzekomego zaginięcia dzieła Alfonsa Karnego, które artysta zabrał ze sobą, ale nie zostało to pokwitowane przez dyrektora, więc dzieło uznawano za zaginione. Ponadto w tym czasie małżeństwo Barejów zatrudniało dziewczyny jako pomoc domową do opieki nad dziećmi, stąd też historia odnosiła się do bliskich im realiów życia. W czasie castingu do głównej roli Fedorowicz, Janusz Gajos i Wojciech Pokora prezentowali się w rolach mężczyzn grających kobiety. Wybrany został Pokora, ponieważ Gajos miał zbyt męską posturę, a u Fedorowicza zarost zbyt szybko pojawiał się w trakcie sesji zdjęciowej. Rolę żony Rochowicza zagrać miała Stanisława Celińska, jednak odmówiła, ponieważ obawiała się, że ze względu na złą renomę Barei w tamtym czasie mogłaby nie dostać ról u takich reżyserów jak Krzysztof Zanussi i Kazimierz Kutz. Przyczyną owego stanu rzeczy była krytyka filmów Barei przez Kutza, który ukuł pojęcie „bareizmu” jako małowartościowej twórczości.
Zdjęcia do filmu kręcone były w Warszawie: kamienica przy ul. Grzybowskiej 46, na placu Powstańców, na placu Konstytucji, w galerii ZPAP, na terenie pałacu w Kozłówce, a także w mieszkaniu Barei. Podobnie jak w poprzednich komediach, reżyser czerpał ze stylistyki przedwojennej, nasycając sceny gagami. W warstwie wizualnej odpowiedzialny za zdjęcia Jan Laskowski zastosował światło bezcieniowe. W trakcie realizacji sceny upadku Rawicza na schodach ⁣Jan Szymański (kierownik produkcji), nie godząc się na zatrudnienie kaskadera, sam odegrał tę rolę, przez co uległ poważnej kontuzji. W efekcie Bareja zawiązał współpracę (która była kontynuowana w kolejnych jego produkcjach) z kaskaderami: Krzysztofem Kotowskim, Zbigniewem Litwiniakiem i Zbigniewem Modejem.

## Odbiór
Premiera Poszukiwanego, poszukiwanej odbyła się 22 kwietnia 1973.  W ciągu roku film obejrzało prawie 2 miliony osób, a dochody z kas kinowych wyniosły ok. 13 milionów złotych. Czesław Wiśniewski i Jerzy Jesionowski jako uczestnicy kolaudacji, która odbyła się 31 października 1972 roku, wypowiadali się o nim negatywnie, stawiając zarzuty ukazywania osób piastujących wysokie stanowiska w negatywnym świetle oraz dając do zrozumienia reżyserowi, że nie będzie tolerancji dla wyszydzania władzy w jego twórczości. Bronili go za to Aleksander Ścibor-Rylski oraz Tadeusz Konwicki. Podzielone były też zdania recenzentów w prasie, przy czym pochwały formułowano dość ostrożnie. W 1974 Poszukiwany, poszukiwana został wyróżniony podczas festiwalu Queens Council of the Arts w Nowym Jorku.
Bartosz Staszczyszyn odczytywał film Barei jako przykład filmowego cross-dressingu w polskim filmie, posuwając się przy tym do stwierdzenia, że Poszukiwany, poszukiwana to „najpopularniejsza polska komedia cross-dressingowa”. W przypadku filmu Barei tożsamość płciowa bohatera nie ulega jednak zakwestionowaniu. Piotr Zwierzchowski przekonywał, że Poszukiwany, poszukiwana, „podobnie jak cała twórczość Barei, bardziej narusza tabu polityczne, związane z opisem PRL-owskiej codzienności”.